# Ferrato di potassio
Il ferrato di potassio è il composto chimico di formula K2FeO4. Questo sale di colore porpora è paramagnetico, ed è un raro esempio di un composto del ferro(VI). Nella maggior parte dei suoi composti il ferro ha stati di ossidazione +2 o +3 (Fe2+ o Fe3+). A causa del suo alto numero di ossidazione, lo ione FeO42− è un potente agente ossidante.
K2FeO4 è studiato per le sue applicazioni nella "chimica verde" perché i sottoprodotti del suo uso (ossidi del ferro) sono innocui per l'ambiente. A differenza, di altri ossidanti come il cromato che sono considerati dannosi per l'ambiente. Tuttavia, la difficoltà maggiore nell'uso del K2FeO4è la sua altissima reattività, come indicato dal fatto che si decompone velocemente in acqua a pH neutri o acidi.
4 K2FeO4 + 4 H2O → 3 O2 + 2 Fe2O3 + 8 KOH

## Sintesi e struttura
Georg Ernst Stahl (1660 – 1734) per primo scoprì che il residuo dell'accensione di nitrato di potassio (salnitro) e polvere di ferro, sciolto in acqua dava una soluzione di colore porpora. Edmond Frémy (1814 – 1894) scoprì in seguito che la fusione di idrossido di potassio e ossido di ferro (III) in aria produceva un composto solubile in acqua. con composizione corrispondente al manganato di potassio. In laboratorio, K2FeO4 è preparato ossidando una soluzione alcalina di un sale di ferro (III) con ipoclorito di sodio concentrato.
Il sale è isostrutturale con il K2MnO4, con il K2SO4, e con il K2CrO4. Il solido consiste in ioni K+ e nello ione tetraedrico FeO42−, con una distanza di legame Fe-O di 1.66 Å. È conosciuto anche il poco solubile sale di bario, BaFeO4.

## Proprietà ed applicazioni
Come solido asciutto, K2FeO4 è stabile. Decompone producendo O2 in acqua a pH neutro, e molto velocemente in ambiente acido. A valori di pH basici è stabile. Le soluzioni porpora scuro intenso sono simili all'apparenza a quelle del permanganato di potassio (KMnO4). Ma il ferrato è un agente più ossidante di quest'ultimo.
Dato che i sottoprodotti della sua riduzione sono ossidi del ferro simili alla ruggine, K2FeO4 è stato descritto come un "ossidante verde". È stato impiegato nel trattamento delle acque reflue come ossidante per contaminanti organici e come biocida. Vista anche la comodità del prodotto di reazione, il ferro ossido-idrossido, un ottimo agente flocculante.
In sintesi organica, K2FeO4 ossida gli alcool primari.
K2FeO4 ha anche attirato l'attenzione come potenziale catodo in una "super pila al ferro".